# Office of Strategic Services

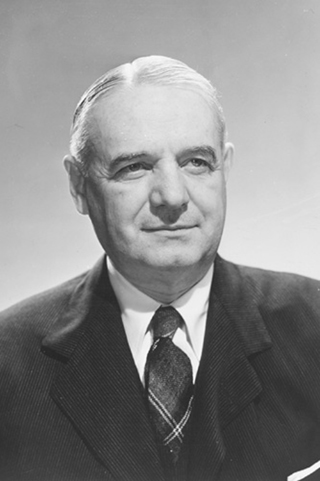
William Donovan, szef OSS

Office of Strategic Services (OSS), ang. Biuro Służb Strategicznych – agencja wywiadowcza Stanów Zjednoczonych działająca w latach 1942–1946. Poprzednik CIA.

## Utworzenie OSS
13 czerwca 1942 roku prezydent Franklin Delano Roosevelt postanowił zlikwidować działającą dotychczas (od 11 lipca 1941) organizację Koordynatora Informacji (Coordinator of Information – COI) i na jej miejsce utworzyć nową agencję wywiadowczą nazwaną Biuro Służb Strategicznych (Office of Strategic Services – OSS), podlegającą Połączonemu Komitetowi Szefów Sztabów – JCS. Departamenty COI zostały przydzielone do innych instytucji wywiadowczych – Służby Propagandowe zostały przydzielone do także nowo utworzonego Biura Informacji Wojennej, a pozostałość zlikwidowanej COI do Biura Służb Strategicznych – OSS.

## Zadania OSS
Zadaniem nowej agencji było m.in. gromadzenie i analiza materiału strategicznego dla Komitetu Połączonych Szefów Sztabów (Joint Chiefs of Staff – JCS) oraz planowanie operacji specjalnych potrzebnych JCS i kierowanie ich realizacją.

## Personel OSS
Personel Biura Służb Strategicznych składał się z oddelegowanych przedstawicieli wszystkich rodzajów sił zbrojnych, armii, lotnictwa działającego jeszcze wtedy jako U.S. Army Air Corps, piechoty morskiej, marynarki wojennej, dlatego też OSS podlegało pod Kolegium Połączonych Szefów Sztabów. Kierownictwo nad Biurem Służb Strategicznych sprawował William J. Donovan.

## Organizacja OSS
Office of Strategic Services (OSS) zorganizowane było na wzór Kierownictwa Operacji Specjalnych – (Special Operations Executive – SOE), agencji wywiadowczej utworzonej w Wielkiej Brytanii w czerwcu 1940 roku, głównie do prowadzenia sabotażu i wspierania ruchu oporu w okupowanej Europie.

## Struktura organizacyjna Biura Służb Strategicznych
Office of Strategic Services składało się z pięciu wydziałów:
- SI – Secret Intelligence (lub SI/B) – (Tajny Wywiad) – gromadzenie informacji wywiadowczych i szpiegostwo.
- SO – Secret Operations (lub SO/G) (Tajne Operacje) – sabotaż, działania partyzancko-wywrotowe.
- R&A – Research and Analysis (tzw. korpus hotelowy), (Badania i Analizy) – analizy operacji konwencjonalnych i specjalnych, m.in. ocena bombardowań alianckich w Europie.
- MO – Morale Operations (tzw. Czarna Propaganda) – operacje psychologiczne, czarna propaganda.
- X-2 – Kontrwywiad – ochrona działań wywiadu amerykańskiego.

## Współpraca polsko-amerykańska: Project Eagle
Powstała w 1942 sekcja polska OSS w Londynie, pod koniec II wojny światowej, przeprowadziła szereg tajnych operacji w ramach „Project Eagle” (pol. Projekt Orzeł). Jego istotą było, za zgodą rządu gen. Władysława Sikorskiego, przeszkolenie oraz zrzucenie ze spadochronem na teren Niemiec, jako agentów OSS,  wybranych żołnierzy Samodzielnej Kompanii Grenadierów. Wybrano  32 Polaków ze Śląska, Pomorza oraz Poznańskiego, znakomicie mówiących po niemiecku. Zostali zrzuceni ze spadochronem w 16 dwuosobowych grupach (wywiadowca oraz radiotelegrafista), w celu pozyskania strategicznie istotnych informacji. Przez Amerykanów nazywani byli Joes (w amerykańskim żargonie wojskowym Joe oznacza agenta zrzuconego na teren wroga). Oprócz dwóch, wszyscy Polacy powrócili po wykonaniu zadania, większość została odznaczona przez Amerykanów.

## Polscy spadochroniarze OSS
Od marca do kwietnia 1945 w ramach „Project Eagle” zrzucono na teren Niemiec 32 polskich spadochroniarzy. Dane pochodzą z odtajnionego w 1984, przekazanego do Narodowego Archiwum w Waszyngtonie, przez Williama Caseya, dyrektora CIA, zbioru dokumentów OSS London: Special Operations Branch and Secret Intelligence Branch War Diaries:
- 11/12 marca 1945 misja Singapore Sling – szer. Jan Dumka vel Prądzyński, szer. Ernest Mucioł vel Grimmel
- 18 marca 1945 misja Sidecar – szer. Józef Gawor, kpr. Gerhard Nowicki
- 18/19 marca 1945 misja Martini – sierż. Leon Adrian, st. szer. Józef Bartoszek
- 21 marca 1945 misja Daiquiri – st. szer. Józef Matuszowicz, st. szer. Wilhelm Zagórski
- 23 marca 1945 misja Alexander – st. szer. Jan Czogala vel Czogowski, st. szer. Jan Masłowski vel Józef Pająk
- 23 marca 1945 misja Highball – kpr. Wiktor Szuli vel Czarnecki, kpr. Antoni Markotny
- 23/24 marca 1945 misja Eggnog – kpr. Edmund Czapliński, st. szer. Zbigniew Gołąb
- 25 marca 1945 misja Old Fashioned – szer Aleksander Banaszkiewicz vel Bogdanowicz, szer Zygfryd Kowalski vel Julian Sobiechowski
- 30 marca 1945 misja Pink Lady – szer. Wacław Kujawski vel Chojnicki, st. szer. Zygmunt Tydda vel Orłowicz
- 31 marca 1945 misja Zombie – szer. Władysław Wolny vel Piotrowski, st., szer Władysław Gatnar vel Turzecki
- 1/2 kwietnia 1945 misja Cuba Libra – szer. Józef Parlich vel Jankowski, szer Józef Kowalski vel Jasiak
- 7 kwietnia 1945 misja Manhattan – szer. Rene de Gaston, st. szer. Edmund Barski
- 9 kwietnia 1945 misjaOrange Blossom – st. szer. Władysław Kocur vel Leszko - Sokołowski, szer. Józef Herzyk vel Talarek
- 9 kwietnia 1945 misja Planter's Punch – st. szer. Jan Prochowski vel Leon Górski, st. szer. Bolesław Wiśniewski vel Bronisław Gajewski
- 10 kwietnia 1945 misjaTom Collins – st. szer. Fryderyk Jarosz vel Franciszek Synowiec, kpr. Józef Piecha vel Celer
- 11/12 kwietnia 1945 misja Hot Punch – kpr. Zbigniew Paprzycki vel Strzeliński, st. szer. Tadeusz Hahn vel Rawski

## Likwidacja OSS
Pod koniec wojny szef OSS, William J. Donovan, przedstawił prezydentowi Rooseveltowi propozycję utworzenia wzorowanej na OSS agencji wywiadowczej, przystosowanej do działań w czasie pokoju. Do realizacji nowego pomysłu Donovana nie doszło, gdyż prezydent Roosevelt zmarł nagle 12 kwietnia 1945. Jego następca, Harry Truman, rozwiązał Biuro Służb Strategicznych 1 października 1945. Mimo to OSS prowadziło swą działalność jeszcze do 12 stycznia 1946. Część pracowników cywilnych i wojskowych OSS, liczącą 1362 osoby, przeniesiono do Tymczasowej Służby Badań i Wywiadu podległej Departamentowi Stanu, resztę personelu – 9028 osób, zatrudniono w nowo utworzonej Jednostce Służby Strategicznej – (Strategic Service Unit – SSU), która następnie przekształcona została w Centralną Agencję Wywiadowczą.